# Danh sách đĩa nhạc của Twice
Nhóm nhạc nữ Hàn Quốc Twice đã phát hành 7 album phòng thu, 4 album tổng hợp, 11 EP, 4 album tái phát hành, 1 album tổng hợp tái phát hành và 34 đĩa đơn. Nhóm được thành lập bởi công ty JYP Entertainment vào năm 2015 thông qua chương trình thực tế sống còn Sixteen. Twice ra mắt vào tháng 10 năm 2015 với việc phát hành EP đầu tiên The Story Begins và đĩa đơn "Like Ooh-Ahh".
EP thứ hai mang tên Page Two với ca khúc chủ đề "Cheer Up" được phát hành vào tháng 4 năm 2016. "Cheer Up" ra mắt ở vị trí quán quân trên bảng xếp hạng Gaon Digital Chart, trở thành bản hit quán quân đầu tiên của nhóm trên bảng xếp hạng này và sau đó trở thành bài hát có thành tích nhạc số xuất sắc nhất năm 2016 tại Hàn Quốc. Tháng 10 năm 2016, nhóm phát hành EP thứ ba Twicecoaster: Lane 1 với đĩa đơn "TT". EP trở thành album bán chạy nhất của nhóm nhạc nữ K-pop và là album bán chạy thứ năm của nhóm nhạc Kpop vào năm 2016 khi tẩu tán 350.852 bản vào cuối năm. Tính đến tháng 7 năm 2019, có thông báo rằng Twicecoaster: Lane 1 đã đạt 447.000 bản bán ra, trở thành album bán chạy của nhóm nhạc nữ K-pop kể từ sau The Boys (2011) của Girls' Generation bán gần ra 465.000 bản.
Vào tháng 2 năm 2017, Twicecoaster: Lane 1 tái phát hành dưới dạng EP Twicecoaster: Lane 2 với đĩa đơn bổ sung "Knock Knock". EP thứ tư của nhóm Signal đã được phát hành vào tháng 5 với đĩa đơn cùng tên. Album phòng thu đầu tiên của nhóm Twicetagram được phát hành vào tháng 10 với đĩa đơn "Likey" và tái phát hành dưới dạng Merry & Happy với đĩa đơn "Heart Shaker" vào tháng 12. Tiếp tục chuỗi thành tích quán quân của nhóm, tất cả các đĩa đơn của họ được phát hành vào năm 2017 đều đứng đầu bảng xếp hạng Gaon Digital Chart. Twicetagram, Signal và Twicecoaster: Lane 2 trở thành ba album bán chạy nhất của nhóm nhạc nữ K-pop trong năm 2017. Trong năm 2018, Twice phát hành EP thứ năm What Is Love? vào tháng 4 (cùng phiên bản tái phát hành Summer Nights vào tháng 7) và EP thứ sáu Yes or Yes vào tháng 11 (cùng phiên bản tái phát hành The Year of "Yes" vào tháng 12), và vẫn tiếp tục đạt được thành công, khi tiếp tục là nhóm nhạc nữ K-pop có doanh số bán ra cao nhát trong năm.
Tháng 6 năm 2017, Twice ra mắt tại Nhật Bản với album tổng hợp đầu tiên #Twice. Album sau đó đã đạt chứng nhận bạch kim của Hiệp hội Công nghiệp Ghi âm Nhật Bản (RIAJ). Đĩa đơn tiếng Nhật đầu tiên của nhóm "One More Time" đã được phát hành vào tháng 10 năm 2017 và trở thành đĩa đơn đầu tiên của một nhóm nhạc nữ K-pop đạt được chứng nhận bạch kim của RIAJ trong lịch sử. Đĩa đơn tiếng Nhật thứ hai của Twice "Candy Pop" (phát hành vào tháng 2 năm 2018), cũng được RIAJ trao chứng nhận bạch kim. "Wake Me Up" (phát hành vào tháng 4 năm 2018) đạt chứng nhận bạch kim kép và trở thành đĩa đơn đầu tiên của một nghệ sĩ nước ngoài đạt được chúng nhận Bạch kim kép của RIAJ khi nhận được nửa triệu doanh số nhập hàng tại Nhật Bản. Ba đĩa đơn trên sau đó được đưa vào phát hành trong album đầu tay của nhóm BDZ và đạt được chứng nhận bạch kim. Năm 2019, hai đĩa đơn thứ tư và thứ năm tại Nhật Bản của Twice lần lượt là "Happy Happy" và "Breakthrough" được phát hành liên tục vào tháng 6 mang hai phong cách khác nhau đều đạt được chứng nhận bạch kim góp phần mở rộng chuỗi các nhạc phẩm liên tiếp đạt chứng nhận bạch kim của nhóm.
Twice được coi là một trong những nhóm nhạc có doanh số bán đĩa cao nhất tại Hàn Quốc khi bán được 3,75 triệu album trong nước tính đến tháng 4 năm 2019. Tính luôn cả doanh số tại Nhật Bản, doanh số bán ra của nhóm đã đạt con số hơn 6 triệu bản.

## Album

### Album phòng thu
| Tên                                                                                          | Thông tin chi tiết | Thứ hạng cao nhất | Thứ hạng cao nhất | Thứ hạng cao nhất | Thứ hạng cao nhất | Thứ hạng cao nhất | Thứ hạng cao nhất | Doanh số                                                                           | Chứng nhận          |
| Tên                                                                                          | Thông tin chi tiết | Hàn Quốc          | Nhật Bản          | Nhật Bản          | Pháp              | Hoa Kỳ            | Hoa Kỳ            | Doanh số                                                                           | Chứng nhận          |
| Tên                                                                                          | Thông tin chi tiết | Gaon              | Oricon            | JPN Hot.          | FRA Dig.          | US Heat.          | US World          | Doanh số                                                                           | Chứng nhận          |
| Twicetagram                                                                                  | - Phát hành: ngày 30 tháng 10 năm 2017 (Hàn Quốc) - Hãng đĩa: JYP Entertainment, Genie Music - Định dạng: CD, tải kỹ thuật số, streaming                                          | 1                 | 7                 | 12                | 195               | 10                | 1                 | - Hàn: 388.902 - Nhật: 132.501 (Thuần) - Nhật: 3.708 (Kỹ thuật số) - Hoa Kỳ: 1.000 |                     |
| BDZ                                                                                          | - Phát hành: Ngày 12 tháng 9 năm 2018 (Nhật Bản) - Tái phát hành: Ngày 26 tháng 12 năm 2018 (Nhật Bản) - Hãng đĩa: Warner Music Japan - Định dạng: CD, tải kỹ thuật số, streaming | —                 | 1                 | 1                 | —                 | —                 | —                 | - Nhật: 353.947 (Thuần) - Nhật: 6.108 (Kỹ thuật số)                                | - RIAJ: Bạch kim    |
| &Twice                                                                                       | - Phát hành: Ngày 20 tháng 11 năm 2019 (Nhật Bản) - Hãng đĩa: Warner Music Japan - Định dạng: CD, tải kỹ thuật số, streaming                                                      | —                 | 1                 | 1                 | —                 | —                 | —                 | - Nhật: 216.550 (Thuần) - Nhật: 2.379 (Kỹ thuật số)                                | - RIAJ: Bạch kim    |
| Eyes wide open                                                                               | - Phát hành: ngày 26 tháng 10 năm 2020 (Hàn Quốc) - Hãng đĩa: JYP Entertainment, Republic Records - Định dạng: CD, tải kỹ thuật số, streaming                                     | 2                 | 3                 | 10                | —                 | 4                 | 2                 | - Hàn: 501,899 (Thuần) - Nhật: 57,693 (Thuần) - Nhật: 2,295 (Kỹ thuật số)          | - KMCA: 2× Bạch kim |
| Formula of Love : O+T=<3                                                                     | - Phát hành: ngày 12 tháng 11 năm 2021 (Hàn Quốc) - Hãng đĩa: JYP Entertainment, Republic Records - Định dạng: CD, tải kỹ thuật số, streaming                                     | 1                 | 2                 | 17                | —                 | —                 | 1                 | - Hàn: 911,497 Nhật: 68,975 (Thuần) - Mỹ: 133,000                                  |                     |
| Perfect World                                                                                | - Released: ngày 28 tháng 7 năm 2021 - Label: Warner Music Japan - Formats: CD, DVD, digital download, streaming                                                                  | —                 | —                 | —                 | 2                 | 1                 | —                 | - JPN: 83,445 (Thuần) - JPN: 1,625 (Kỹ thuật số)                                   | - RIAJ: Vàng        |
| Celebrate                                                                                    | - Released: ngày 27 tháng 7 2022 - Label: Warner Music Japan - Formats: CD, DVD, digital download, streaming                                                                      | —                 | —                 | —                 | 2                 | 2                 | —                 | - JPN: 142,005 (Thuần) - JPN: 2,320 (Kỹ thuật số)                                  |                     |
| "—" biểu thị không đạt được thứ hạng tại bảng xếp hạng hoặc không phát hành tại lãnh thổ đó. | |                   |                   |                   |                   |                   |                   |                                                                                    |                     |

### Album tuyển tập
| Tên                                                                                          | Thông tin chi tiết | Thứ hạng cao nhất | Thứ hạng cao nhất | Thứ hạng cao nhất | Doanh số                                             | Chứng nhận       |
| Tên                                                                                          | Thông tin chi tiết | Nhật Bản          | Nhật Bản          | New Zealand       | Doanh số                                             | Chứng nhận       |
| Tên                                                                                          | Thông tin chi tiết | Oricon            | JPN Hot.          | NZ Heat.          | Doanh số                                             | Chứng nhận       |
| #Twice                                                                                       | - Phát hành: ngày 28 tháng 6 năm 2017 (Nhật Bản) - Hãng đĩa: Warner Music Japan - Định dạng: CD, tải kỹ thuật số, streaming | 2                 | 2                 | 8                 | - Nhật: 326.938 (Thuần) - Nhật: 27.645 (Kỹ thuật số) | - RIAJ: Bạch kim |
| #Twice2                                                                                      | - Phát hành: Ngày 6 tháng 3 năm 2019 (Nhật Bản) - Hãng đĩa: Warner Music Japan - Định dạng: CD, tải kỹ thuật số, streaming  | 1                 | 1                 | —                 | - Nhật: 310.945 (Thuần) - Nhật: 8.364 (Kỹ thuật số)  | - RIAJ: Bạch kim |
| #Twice3                                                                                      | - Released: September 16, 2020 - Label: Warner Music Japan - Formats: CD, DVD, digital download, streaming                  | 1                 | 1                 | —                 | - Nhật: 143,572 (Thuần) - Nhật: 2,278 (Kỹ thuật số)  | - RIAJ: Vàng     |
| #Twice4                                                                                      | - Released: March 16, 2022 - Label: Warner Music Japan - Formats: CD, DVD, digital download, streaming                      | 1                 | 1                 | —                 | - Nhật: 84,172 (Thuần) - Nhật: 1,945 (Kỹ thuật số)   | - RIAJ: Vàng     |
| "—" biểu thị không đạt được thứ hạng tại bảng xếp hạng hoặc không phát hành tại lãnh thổ đó. | |                   |                   |                   |                                                      |                  |

### Album tái phát hành
| Tên                                                                                          | Thông tin chi tiết | Thứ hạng cao nhất | Thứ hạng cao nhất | Thứ hạng cao nhất | Thứ hạng cao nhất | Doanh số                                                           | Chứng nhận       |
| Tên                                                                                          | Thông tin chi tiết | Hàn Quốc          | Nhật Bản          | Nhật Bản          | Hoa Kỳ            | Doanh số                                                           | Chứng nhận       |
| Tên                                                                                          | Thông tin chi tiết | Gaon              | Oricon            | JPN Hot.          | US World          | Doanh số                                                           | Chứng nhận       |
| Twicecoaster: Lane 2                                                                         | - Phát hành: 20 tháng 2 năm 2017 (Hàn Quốc) - Hãng đĩa: JYP Entertainment, KT Music - Định dạng: CD, tải kỹ thuật số, streaming     | 1                 | 13                | —                 | 4                 | - Hàn: 351.916 - Nhật: 139.067                                     |                  |
| Merry & Happy                                                                                | - Phát hành: 11 tháng 12 năm 2017 (Hàn Quốc) - Hãng đĩa: JYP Entertainment, Genie Music - Định dạng: CD, tải kỹ thuật số, streaming | 1                 | 8                 | 38                | —                 | - Hàn: 253.775 - Nhật: 132.501 (Thuần) - Nhật: 1.436 (Kỹ thuật số) |                  |
| Summer Nights                                                                                | - Phát hành: Ngày 9 tháng 7 năm 2018 (Hàn Quốc) - Hãng đĩa: JYP Entertainment - Định dạng: CD, tải kỹ thuật số, streaming           | 1                 | 4                 | 14                | 4                 | - Hàn: 373.217 - Nhật: 104.090 (Thuần) - Nhật: 2.350 (Kỹ thuật số) | - KMCA: Bạch kim |
| The Year of "Yes"                                                                            | - Phát hành: Ngày 12 tháng 12 năm 2018 (Hàn Quốc) - Hãng đĩa: JYP Entertainment - Định dạng: CD, tải kỹ thuật số, streaming         | 2                 | 3                 | 72                | —                 | - Hàn: 216.029 - Nhật: 186.140                                     |                  |
| "—" biểu thị không đạt được thứ hạng tại bảng xếp hạng hoặc không phát hành tại lãnh thổ đó. | |                   |                   |                   |                   |                                                                    |                  |

## Đĩa mở rộng (Mini Album/EP)
| Tên                                                                                          | Thông tin chi tiết | Thứ hạng cao nhất | Thứ hạng cao nhất | Thứ hạng cao nhất | Thứ hạng cao nhất | Thứ hạng cao nhất | Thứ hạng cao nhất | Thứ hạng cao nhất                       | Thứ hạng cao nhất                       | Thứ hạng cao nhất | Thứ hạng cao nhất | Doanh số                                                                           | Chứng nhận          |
| Tên                                                                                          | Thông tin chi tiết | Hàn Quốc          | Úc                | Nhật Bản          | Nhật Bản          | Pháp              | Tây Ban Nha       | Vương quốc Liên hiệp Anh và Bắc Ireland | Vương quốc Liên hiệp Anh và Bắc Ireland | Hoa Kỳ            | Hoa Kỳ            | Doanh số                                                                           | Chứng nhận          |
| Tên                                                                                          | Thông tin chi tiết | Gaon              | AUS Dig.          | Oricon            | JPN Hot.          | FRA Dig.          | Top 100           | UK Down                                 | UK Indie                                | US Heat.          | US World          | Doanh số                                                                           | Chứng nhận          |
| The Story Begins                                                                             | - Phát hành: 20 tháng 10 năm 2015 (Hàn Quốc) - Hãng đĩa: JYP Entertainment, KT Music - Định dạng: CD, tải kỹ thuật số, streaming                                                  | 3                 | —                 | 43                | —                 | —                 | —                 | —                                       | —                                       | —                 | 15                | - Hàn: 199.696 - Nhật: 47.448 - Hoa Kỳ: 4.000                                      |                     |
| Page Two                                                                                     | - Phát hành: 25 tháng 4 năm 2016 (Hàn Quốc) - Hãng đĩa: JYP Entertainment, KT Music - Định dạng: CD, tải kỹ thuật số, streaming                                                   | 2                 | —                 | 16                | —                 | —                 | —                 | —                                       | —                                       | —                 | 6                 | - Hàn: 313.474 - Nhật: 58.220                                                      |                     |
| Twicecoaster: Lane 1                                                                         | - Phát hành: 24 tháng 10 năm 2016 (Hàn Quốc) - Tái phát hành: 19 tháng 12 năm 2016 (Hàn Quốc) - Hãng đĩa: JYP Entertainment, KT Music - Định dạng: CD, tải kỹ thuật số, streaming | 1                 | —                 | 10                | —                 | —                 | —                 | —                                       | —                                       | —                 | 3                 | - Hàn: 475.699 - Nhật: 139.067 - Hoa Kỳ: 1.000                                     |                     |
| What's Twice?                                                                                | - Phát hành: 24 tháng 2 năm 2017 (Nhật Bản) - Hãng đĩa: Warner Music Japan - Định dạng: tải kỹ thuật số                                                                           | —                 | —                 | —                 | 16                | —                 | —                 | —                                       | —                                       | —                 | —                 | - KOR: 472,577 - JPN: 186,392 (Thuần) - JPN: 5,318 (Kỹ thuật số)                   |                     |
| Signal                                                                                       | - Phát hành: 15 tháng 5 năm 2017 (Hàn Quốc) - Hãng đĩa: JYP Entertainment, Genie Music - Định dạng: CD, tải kỹ thuật số                                                           | 1                 | —                 | 11                | —                 | —                 | —                 | —                                       | —                                       | 11                | 3                 | - Hàn: 358.901 - Nhật: 65.331 - Hoa Kỳ: 1.000                                      |                     |
| What Is Love?                                                                                | - Phát hành: 09 tháng 4 2018 (Hàn Quốc) - Hãng đĩa: JYP Entertainment, IRIVER - Định dạng: CD, tải kỹ thuật số                                                                    | 2                 | —                 | 2                 | 10                | —                 | —                 | —                                       | —                                       | 13                | 3                 | - Hàn: 404.989 - Nhật: 112.694 (Thuần) - Nhật: 4.327 (Kỹ thuật số)                 | - KMCA: 2× Bạch kim |
| Yes or Yes                                                                                   | - Phát hành: Ngày 5 tháng 11 năm 2018 (Hàn Quốc) - Hãng đĩa: JYP Entertainment - Định dạng: CD, tải kỹ thuật số, streaming                                                        | 1                 | —                 | 1                 | 7                 | 125               | —                 | —                                       | —                                       | 13                | 7                 | - Hàn: 374.401 - Nhật: 186.140 (Thuần) - Nhật: 5.318 (Kỹ thuật số)                 | - KMCA: Bạch kim    |
| Fancy You                                                                                    | - Phát hành: Ngày 22 tháng 4 năm 2019 (Hàn Quốc) - Hãng đĩa: JYP Entertainment - Định dạng: CD, tải kỹ thuật số, streaming                                                        | 2                 | 22                | 1                 | 11                | 54                | 88                | —                                       | 34                                      | 4                 | 4                 | - Hàn: 408,499 - Nhật: 128.227 (Thuần) - Nhật: 4.289 (Kỹ thuật số) - Hoa Kỳ: 1.000 | - KMCA: 2× Bạch kim |
| Feel Special                                                                                 | - Phát hành: Ngày 23 tháng 9 năm 2019 (Hàn Quốc) - Hãng đĩa: JYP Entertainment - Định dạng: CD, tải kỹ thuật số, streaming                                                        | 1                 | —                 | 3                 | 13                | 35                | 47                | 42                                      | —                                       | 10                | 6                 | - Hàn: 443.429 - Nhật: 102.311 (Thuần) - Nhật: 3.461 (Kỹ thuật số) - Hoa Kỳ: 1.000 | - KMCA: 2× Bạch kim |
| More & More                                                                                  | - Phát hành: Ngày 1 tháng 6 năm 2020 (Hàn Quốc) - Hãng đĩa: JYP Entertainment, Republic - Định dạng: CD, tải kỹ thuật số, streaming                                               | 1                 | —                 | 1                 | 3                 | —                 | —                 | 25                                      | 200                                     | 3                 | 2                 | - Hàn: 563.580 - Nhật: 114.555 (Thuần) - Nhật: 2.931 (Kỹ thuật số)                 | - KMCA: 2× Bạch kim |
| Taste of Love                                                                                | - Phát hành: Ngày 9 tháng 6 năm 2021 (Hàn Quốc) - Hãng đĩa: JYP Entertainment, Republic - Định dạng: CD, tải kỹ thuật số, streaming                                               | 2                 | —                 | 2                 | 15                | —                 | —                 | —                                       | 23                                      | 6                 | 1                 | - KOR: 650,906 - JPN: 60,405 (Thuần) - JPN: 1,355 (Kỹ thuật số) - US: 54,000       | - KMCA: 2× Bạch kim |
| Between 1&2                                                                                  | - Phát Hành: ngày 26 tháng 8 năm 2022 - Hãng đĩa: JYP Entertainment, Republic - Định dạng: CD, tải kỹ thuật số, streaming                                                         | 2                 | —                 | 2                 | —                 | —                 | 10                | —                                       | —                                       | 3                 | 1                 | - KOR: 1,130,956 - JPN: 54,244 (Thuần) - US: 199,000                               | - KMCA: Triệu       |
| Ready to Be                                                                                  | - Phát Hành: ngày 10 tháng 3 năm 2023 - Hãng đĩa: JYP Entertainment, Republic - Định dạng: CD,LP, tải kỹ thuật số, streaming                                                      | 1                 | —                 | 11                | 3                 | 15                | 15                | —                                       | 17                                      | 2                 | 1                 | - Hàn 1,508,163 - Nhật: 53,843 (Thuần) - Mĩ: 230,000                               | - KMCA: Triệu       |
| "—" biểu thị không đạt được thứ hạng tại bảng xếp hạng hoặc không phát hành tại lãnh thổ đó. | |                   |                   |                   |                   |                   |                   |                                         |                                         |                   |                   |                                                                                    |                     |

## Đĩa đơn
| Tên                                                                                          | Năm       | Thứ hạng cao nhất | Thứ hạng cao nhất | Thứ hạng cao nhất | Thứ hạng cao nhất | Thứ hạng cao nhất | Thứ hạng cao nhất | Thứ hạng cao nhất | Thứ hạng cao nhất | Thứ hạng cao nhất | Doanh số                                     | Chứng nhận                                                        | Album                   |
| Tên                                                                                          | Năm       | KOR               | KOR Hot           | CAN               | JPN               | JPN Hot           | JPN Dig.          | NZ Hot            | US World          | WW                | Doanh số                                     | Chứng nhận                                                        | Album                   |
| Tiếng Hàn                                                                                    | Tiếng Hàn | Tiếng Hàn         | Tiếng Hàn         | Tiếng Hàn         | Tiếng Hàn         | Tiếng Hàn         | Tiếng Hàn         | Tiếng Hàn         | Tiếng Hàn         | Tiếng Hàn         | Tiếng Hàn                                    | Tiếng Hàn                                                         | Tiếng Hàn               |
| -------------------------------------------------------------------------------------------- | --------- | ----------------- | ----------------- | ----------------- | ----------------- | ----------------- | ----------------- | ----------------- | ----------------- | ----------------- | -------------------------------------------- | ----------------------------------------------------------------- | ----------------------- |
| "Like OOH-AHH" (OOH-AHH하게)                                                                 | 2015      | 10                | —                 | —                 | —                 | 27                | —                 | —                 | 6                 | —                 | - KOR: 2,500,000                             | - RIAJ: Vàng                                                      | The Story Begins        |
| "Cheer Up"                                                                                   | 2016      | 1                 | 53                | —                 | —                 | 23                | —                 | —                 | 3                 | —                 | - KOR: 2,737,015                             | - RIAJ: Bạc                                                       | Page Two                |
| "TT"                                                                                         | 2016      | 1                 | 36                | —                 | —                 | 3                 | 17                | —                 | 2                 | —                 | - KOR: 2,500,000 - JPN: 100,000 - US: 33,000 | - RIAJ: Vàng (Jpn.) - RIAJ: Bạc (Kor.) - RIAJ: Vàng (Kỹ thuật số) | Twicecoaster: Lane 1    |
| "Knock Knock"                                                                                | 2017      | 1                 | 25                | —                 | —                 | 15                | —                 | —                 | 5                 | —                 | - KOR: 2,500,000 - US: 3,000                 |                                                                   | Twicecoaster: Lane 2    |
| "Signal"                                                                                     | 2017      | 1                 | 1                 | —                 | —                 | 4                 | —                 | —                 | 3                 | —                 | - KOR: 1,250,964                             | - RIAJ: Bạc                                                       | Signal                  |
| "Likey"                                                                                      | 2017      | 1                 | 1                 | —                 | —                 | 2                 | —                 | —                 | 1                 | —                 | - KOR: 2,500,000 - US: 5,000                 | - RIAJ: Vàng                                                      | Twicetagram             |
| "Heart Shaker"                                                                               | 2017      | 1                 | 1                 | —                 | —                 | 4                 | 5                 | —                 | 2                 | —                 | - KOR: 2,500,000 - JPN: 13,333               | - RIAJ: Vàng                                                      | Merry & Happy           |
| "What Is Love?"                                                                              | 2018      | 1                 | 1                 | —                 | —                 | 6                 | 5                 | —                 | 3                 | —                 | - KOR: 2,500,000 - JPN: 15,735               | - KMCA: Bạch kim - KMCA: Bạch kim (Kỹ thuật số) - RIAJ: Vàng      | What Is Love?           |
| "Dance the Night Away"                                                                       | 2018      | 1                 | 1                 | —                 | —                 | 5                 | 11                | —                 | 2                 | —                 | - KOR: 2,500,000 - JPN: 12,705               | - KMCA: Bạch kim - KMCA: Bạch kim (Kỹ thuật số) - RIAJ: Bạc       | Summer Nights           |
| "Yes or Yes"                                                                                 | 2018      | 1                 | 2                 | —                 | —                 | 5                 | 14                | —                 | 5                 | —                 | - KOR: 2,500,000 - JPN: 15,954               | - KMCA: Bạch kim - KMCA: Bạch kim (Kỹ thuật số) - RIAJ: Vàng      | Yes or Yes              |
| "The Best Thing I Ever Did" (올해 제일 잘한 일)                                              | 2018      | 27                | 22                | —                 | —                 | 67                | —                 | —                 | 17                | —                 |                                              |                                                                   | The Year of "Yes"       |
| "Fancy"                                                                                      | 2019      | 3                 | 3                 | —                 | —                 | 4                 | 8                 | 17                | 4                 | —                 | - JPN: 16,963 - US: 2,000                    | - KMCA: Bạch kim - RIAJ: Vàng                                     | Fancy You               |
| "Feel Special"                                                                               | 2019      | 9                 | 1                 | 82                | —                 | 4                 | 13                | 8                 | 1                 | —                 | - JPN: 8,424 - US: 2,000                     | - RIAJ: Bạch kim                                                  | Feel Special            |
| "More & More"                                                                                | 2020      | 4                 | 2                 | —                 | —                 | 3                 | 10                | 12                | 2                 | —                 | - JPN: 10,361                                | - RIAJ: Vàng                                                      | More & More             |
| "I Can't Stop Me"                                                                            | 2020      | 8                 | 5                 | —                 | —                 | 5                 | 9                 | 13                | 1                 | 31                | - JPN: 8,802                                 | - RIAJ: Vàng                                                      | Eyes Wide Open          |
| "Alcohol-Free"                                                                               | 2021      | 6                 | 7                 | —                 | —                 | 19                | —                 | 28                | 3                 | 41                |                                              | RIAJ: Vàng                                                        | Taste of Love           |
| "Scientist"                                                                                  | 2021      | 32                | 32                | 19                | —                 | —                 | 25                | 27                | 7                 | 52                |                                              | RIAJ: Vàng                                                        | Formula of Love: O+T=<3 |
| "Talk that Talk"                                                                             | 2022      | 20                | 4                 | —                 | —                 | 7                 | 27                | 6                 | 4                 | 18                |                                              | RIAJ: Vàng                                                        | Between 1&2             |
| "Set Me Free"                                                                                | 2023      | 94                | 19                | —                 | 16                | 16                | 13                | —                 | —                 | 2                 | 28                                           |                                                                   | Ready to Be             |
| Tiếng Nhật                                                                                   |           |                   |                   |                   |                   |                   |                   |                   |                   |                   |                                              |                                                                   |                         |
| "One More Time"                                                                              | 2017      | —                 | —                 | —                 | 1                 | 1                 | —                 | —                 | 8                 | —                 | - JPN: 267,533 (Phy.)                        | - RIAJ: Bạc - RIAJ: Bạch kim                                      | BDZ                     |
| "Candy Pop"                                                                                  | 2018      | —                 | —                 | —                 | 1                 | 1                 | 14                | —                 | —                 | —                 | - JPN: 341,773 (Phy.) - JPN: 29,326          | - RIAJ: Bạch kim - RIAJ: Bạc                                      | BDZ                     |
| "Wake Me Up"                                                                                 | 2018      | —                 | —                 | —                 | 1                 | 1                 | 14                | —                 | —                 | —                 | - JPN: 471,438 (Phy.) - JPN: 19,378          | - RIAJ: 2×Bạch kim                                                | BDZ                     |
| "BDZ"                                                                                        | 2018      | —                 | —                 | —                 | —                 | 7                 | —                 | —                 | 23                | —                 |                                              | - RIAJ: Bạc                                                       | BDZ                     |
| "Happy Happy"                                                                                | 2019      | —                 | —                 | —                 | 2                 | 2                 | 19                | —                 | —                 | —                 | - JPN: 316,044 (Phy.) - JPN: 5,653           | - RIAJ: Bạch kim                                                  | &Twice                  |
| "Breakthrough"                                                                               | 2019      | —                 | 99                | —                 | 2                 | 1                 | —                 | —                 | 11                | —                 | - JPN: 326,794 (Phy.)                        | - RIAJ: Bạch kim                                                  | &Twice                  |
| "Fake & True"                                                                                | 2019      | —                 | —                 | —                 | —                 | 19                | —                 | —                 | —                 | —                 |                                              |                                                                   | &Twice                  |
| "Fanfare"                                                                                    | 2020      | —                 | —                 | —                 | 1                 | 1                 | 18                | —                 | —                 | —                 | - JPN: 220,154 (Phy.)                        | - RIAJ: Bạch kim (Thuần) - RIAJ: Gold                             | Perfect World           |
| "Better"                                                                                     | 2020      | —                 | —                 | —                 | 2                 | 3                 | —                 | —                 | —                 | —                 | - JPN: 105,821 (Phy.)                        | - RIAJ: Vàng                                                      | Perfect World           |
| "Kura Kura"                                                                                  | 2021      | —                 | —                 | —                 | 3                 | 3                 | 3                 | 18                | —                 | —                 | - JPN: 94,166 (Phy.) - JPN: 3,827            | - RIAJ: Vàng                                                      | Perfect World           |
| "Perfect World"                                                                              | 2021      | —                 | —                 | —                 | —                 | 24                | —                 | —                 | —                 | —                 |                                              | - RIAJ: Bạc                                                       | Perfect World           |
| "Doughnut"                                                                                   | 2021      | —                 | —                 | —                 | 3                 | —                 | 6                 | —                 | —                 | —                 | JPN: 62,303                                  | - RIAJ: Vàng                                                      | Celebrate               |
| "Celebrate"                                                                                  | 2022      | —                 | —                 | —                 | —                 | —                 | 10                | —                 | —                 | —                 |                                              |                                                                   | Celebrate               |
| "Hare Hare"                                                                                  | 2022      | —                 | —                 | —                 | —                 | —                 | —                 | —                 | —                 | —                 |                                              |                                                                   |                         |
| "Dance Again"                                                                                | 2023      | _                 | _                 | _                 | _                 | _                 | _                 | _                 | _                 | _                 |                                              |                                                                   |                         |
| Tiếng Anh                                                                                    |           |                   |                   |                   |                   |                   |                   |                   |                   |                   |                                              |                                                                   |                         |
| "The Feels"                                                                                  | 2021      | 94                | 56                | —                 | 3                 | 15                | 4                 | 80                | 83                | —                 | 12                                           | - RIAJ: Bạch kim - RIAA: Vàng                                     | Non-album single        |
| "Moonlight Sunrise"                                                                          | 2023      | 152               | —                 | —                 | 5                 | 8                 | 4                 | —                 | 84                | —                 | 22                                           | - JP: 12,160                                                      | Ready to Be             |
| "Moonlight Sunrise (Jonas Blue Remix)"                                                       |           |                   |                   |                   |                   |                   |                   |                   |                   |                   |                                              |                                                                   | Non-album single        |
| "—" biểu thị không đạt được thứ hạng tại bảng xếp hạng hoặc không phát hành tại lãnh thổ đó. |           |                   |                   |                   |                   |                   |                   |                   |                   |                   |                                              |                                                                   |                         |

### Danh sách các đĩa đơn quảng bá
| Tên                                                                                         | Năm  | Thứ hạng cao nhất | Thứ hạng cao nhất | Thứ hạng cao nhất | Thứ hạng cao nhất | Thứ hạng cao nhất | Thứ hạng cao nhất | Thứ hạng cao nhất | Doanh số      | Album                       |
| Tên                                                                                         | Năm  | KOR               | KOR Hot           | JPN Hot           | JPN Dig.          | NZ Hot            | US World          | WW                | Doanh số      | Album                       |
| ------------------------------------------------------------------------------------------- | ---- | ----------------- | ----------------- | ----------------- | ----------------- | ----------------- | ----------------- | ----------------- | ------------- | --------------------------- |
| "Signal" (Japanese version)                                                                 | 2017 |                   |                   |                   |                   |                   |                   |                   |               | #Twice                      |
| "I Want You Back"                                                                           | 2018 | —                 | —                 | 12                | 7                 | —                 | 20                | —                 | - JPN: 50,332 | BDZ                         |
| "Stay by My Side"                                                                           | 2018 | —                 | —                 | 23                | 11                | —                 | —                 | —                 | - JPN: 6,289  | BDZ (Repackage)             |
| "Likey" (Japanese version)                                                                  | 2019 |                   |                   |                   |                   |                   |                   |                   |               | #Twice2                     |
| "What Is Love?" (Japanese version)                                                          | 2019 |                   |                   |                   |                   |                   |                   |                   |               | #Twice2                     |
| "Stuck in My Head" (Japanese version)                                                       | 2020 | —                 | —                 | —                 | —                 | —                 | —                 | —                 |               | #Twice3                     |
| "More & More" (English version)                                                             | 2020 |                   |                   |                   |                   |                   |                   |                   |               | Non-album singles           |
| "Cry for Me"                                                                                | 2020 | 164               | —                 | 53                | —                 | 10                | 1                 | —                 |               | Non-album singles           |
| "I Can't Stop Me" (English version)                                                         | 2020 |                   |                   |                   |                   |                   |                   |                   |               | Non-album singles           |
| "I Love You More Than Anyone" (누구보다 널 사랑해)                                          | 2021 | 105               | 75                | —                 | —                 | —                 | —                 | —                 |               | Hospital Playlist: Season 2 |
| "Scientist" (Japanese version)                                                              | 2021 | —                 | —                 | —                 | —                 | —                 | —                 | —                 |               | #Twice4                     |
| "Just Be Yourself"                                                                          | 2022 | —                 | —                 | —                 | —                 | —                 | —                 | —                 |               | Celebrate                   |
| "—" cho biết bài hát không lọt vào bảng xếp hạng hoặc không được phát hành tại khu vực này. |      |                   |                   |                   |                   |                   |                   |                   |               |                             |

## Các bài hát khác lọt vào bảng xếp hạng
| Tên                                                                                          | Năm  | Thứ hạng cao nhất | Thứ hạng cao nhất | Thứ hạng cao nhất | Thứ hạng cao nhất | Doanh số       | Album                |
| Tên                                                                                          | Năm  | Hàn Quốc          | Hàn Quốc          | Nhật Bản          | Hoa Kỳ            | Doanh số       | Album                |
| Tên                                                                                          | Năm  | Gaon              | KOR Hot           | JPN Hot           | US World          | Doanh số       | Album                |
| "Do It Again" (다시 해줘)                                                                    | 2015 | 127               | —                 | —                 | —                 | - Hàn: 14.471  | The Story Begins     |
| "Going Crazy" (미쳤나봐)                                                                     | 2015 | 164               | —                 | —                 | —                 | - Hàn: 10.882  | The Story Begins     |
| "Truth"                                                                                      | 2015 | 207               | —                 | —                 | —                 | - Hàn: 7.080   | The Story Begins     |
| "Like a Fool"                                                                                | 2015 | 243               | —                 | —                 | —                 |                | The Story Begins     |
| "Candy Boy"                                                                                  | 2015 | 268               | —                 | —                 | —                 |                | The Story Begins     |
| "Precious Love" (소중한 사랑)                                                                | 2016 | 73                | —                 | —                 | —                 | - Hàn: 44.105  | Page Two             |
| "Touchdown"                                                                                  | 2016 | 86                | —                 | —                 | —                 | - Hàn: 39.181  | Page Two             |
| "Woohoo"                                                                                     | 2016 | 108               | —                 | —                 | —                 | - Hàn: 26.187  | Page Two             |
| "Tuk Tok" (툭하면 톡)                                                                        | 2016 | 112               | —                 | —                 | —                 | - Hàn: 25.355  | Page Two             |
| "My Headphones On" (Headphone 써)                                                            | 2016 | 133               | —                 | —                 | —                 | - Hàn: 23.058  | Page Two             |
| "1 to 10"                                                                                    | 2016 | 35                | —                 | —                 | —                 | - Hàn: 51.243  | Twicecoaster: Lane 1 |
| "One in a Million"                                                                           | 2016 | 55                | —                 | —                 | —                 | - Hàn: 40.724  | Twicecoaster: Lane 1 |
| "Ponytail"                                                                                   | 2016 | 67                | —                 | —                 | —                 | - Hàn: 33.140  | Twicecoaster: Lane 1 |
| "Jelly Jelly"                                                                                | 2016 | 68                | —                 | —                 | —                 | - Hàn: 33.376  | Twicecoaster: Lane 1 |
| "Pit-A-Pat"                                                                                  | 2016 | 75                | —                 | —                 | —                 | - Hàn: 30.884  | Twicecoaster: Lane 1 |
| "Next Page"                                                                                  | 2016 | 78                | —                 | —                 | —                 | - Hàn: 30.583  | Twicecoaster: Lane 1 |
| "Ice Cream" (녹아요)                                                                         | 2017 | 19                | —                 | —                 | 18                | - Hàn: 62.170  | Twicecoaster: Lane 2 |
| "Only You" (Only 너)                                                                         | 2017 | 56                | —                 | —                 | —                 | - Hàn: 32.978  | Signal               |
| "Three Times a Day" (하루에 세번)                                                            | 2017 | 57                | —                 | —                 | —                 | - Hàn: 31.780  | Signal               |
| "Someone Like Me"                                                                            | 2017 | 78                | —                 | —                 | —                 | - Hàn: 27.741  | Signal               |
| "Hold Me Tight"                                                                              | 2017 | 80                | —                 | —                 | —                 | - Hàn: 26.658  | Signal               |
| "Eye Eye Eyes"                                                                               | 2017 | 82                | —                 | —                 | —                 | - Hàn: 26.411  | Signal               |
| "Luv Me"                                                                                     | 2017 | —                 | —                 | 38                | —                 |                | EP One More Time     |
| "Turtle" (거북이)                                                                            | 2017 | 26                | —                 | —                 | —                 | - Hàn: 48.485  | Twicetagram          |
| "Missing U"                                                                                  | 2017 | 46                | 15                | —                 | —                 | - Hàn: 35.213  | Twicetagram          |
| "Wow"                                                                                        | 2017 | 86                | 17                | —                 | —                 | - Hàn: 22.128  | Twicetagram          |
| "24/7"                                                                                       | 2017 | 95                | 18                | —                 | —                 | - Hàn: 21.665  | Twicetagram          |
| "FFW"                                                                                        | 2017 | 97                | 20                | —                 | —                 | - Hàn: 20.773  | Twicetagram          |
| "You in My Heart" (널 내게 담아)                                                             | 2017 | —                 | 19                | —                 | —                 | - Hàn: 20.934  | Twicetagram          |
| "Look at Me" (날 바라바라봐)                                                                 | 2017 | —                 | 21                | —                 | —                 | - Hàn: 20.725  | Twicetagram          |
| "Love Line"                                                                                  | 2017 | —                 | 22                | —                 | —                 | - Hàn: 20.313  | Twicetagram          |
| "Ding Dong"                                                                                  | 2017 | —                 | 23                | —                 | —                 | - Hàn: 20.168  | Twicetagram          |
| "Don't Give Up" (힘내!)                                                                      | 2017 | —                 | 24                | —                 | —                 | - Hàn: 19.796  | Twicetagram          |
| "Jaljayo Good Night" (잘자요 굿나잇)                                                         | 2017 | —                 | 25                | —                 | —                 | - Hàn: 19.774  | Twicetagram          |
| "Rollin'"                                                                                    | 2017 | —                 | 16                | —                 | —                 | - Hàn: 19.552  | Twicetagram          |
| "Merry & Happy"                                                                              | 2017 | 24                | 21                | 54                | 12                | - Hàn: 100.322 | Merry & Happy        |
| "Brand New Girl"                                                                             | 2018 | —                 | —                 | 26                | —                 |                | EP Candy Pop         |
| "Sweet Talker"                                                                               | 2018 | —                 | 22                | —                 | —                 |                | What is Love?        |
| "Ho!"                                                                                        | 2018 | —                 | 30                | —                 | —                 |                | What is Love?        |
| "Chillax"                                                                                    | 2018 | 65                | 12                | —                 | 9                 |                | Summer Nights        |
| "Shot Thru the Heart"                                                                        | 2018 | —                 | —                 | —                 | 12                |                | Summer Nights        |
| "Be as One"                                                                                  | 2018 | —                 | —                 | 94                | —                 |                | BDZ                  |
| "Rainbow"                                                                                    | 2019 | —                 | 94                | —                 | —                 |                | Feel Special         |
| "Get Loud"                                                                                   | 2019 | —                 | 95                | —                 | —                 |                | Feel Special         |
| "Trick It"                                                                                   | 2019 | —                 | 96                | —                 | —                 |                | Feel Special         |
| "Love Foolish"                                                                               | 2019 | —                 | 97                | —                 | —                 |                | Feel Special         |
| "21:29"                                                                                      | 2019 | —                 | 98                | —                 | —                 |                | Feel Special         |
| "Swing"                                                                                      | 2020 | —                 | —                 | 42                | —                 |                | &Twice (Repackage)   |
| "Oxygen"                                                                                     | 2020 | —                 | 90                | —                 | —                 |                | More & More          |
| "I'll Show You"                                                                              | 2020 | —                 | —                 | —                 | 10                |                | All Out              |
| "Queen of Hearts"                                                                            | 2022 | —                 | —                 | —                 | 13                |                | Between 1&2          |
| "Basics"                                                                                     | 2022 | —                 | —                 | —                 |                   |                | Between 1&2          |
| "—" biểu thị không đạt được thứ hạng tại bảng xếp hạng hoặc không phát hành tại lãnh thổ đó. |      |                   |                   |                   |                   |                |                      |

## Danh sách các video

### Album video
| Tên                                                                                          | Thông tin chi tiết                                                                                  | Thứ hạng cao nhất | Thứ hạng cao nhất | Doanh số       |
| Tên                                                                                          | Thông tin chi tiết                                                                                  | JPN DVD           | JPN Blu-Ray       | Doanh số       |
| -------------------------------------------------------------------------------------------- | --------------------------------------------------------------------------------------------------- | ----------------- | ----------------- | -------------- |
| Twice TV 2: One In A Million                                                                 | - Phát hành: 29/7/2016 (KOR) - Hãng đĩa: JYP Entertainment - Định dạng: DVD                         | —                 | —                 |                |
| Twice TV 3: Jeju Island                                                                      | - Phát hành: 2/11/2016 (KOR) - Hãng đĩa: IMBC, KT Music - Định dạng: DVD                            | —                 | —                 |                |
| Twice TV 4                                                                                   | - Phát hành: 1/5/2017 (KOR) - Hãng đĩa: IMBC, KT Music - Định dạng: DVD                             | —                 | —                 |                |
| Twice Super Event DVD                                                                        | - Phát hành: 25/8/2017 (KOR) - Hãng đĩa: JYP Entertainment - Định dạng: DVD                         | —                 | —                 |                |
| Twice Debut Showcase "Touchdown in Japan"                                                    | - Phát hành: 20/12/2017 (JPN) - Hãng đĩa: Warner Music Japan - Định dạng: DVD, Blu-ray              | 4                 | 7                 | - Nhật: 64,269 |
| Twiceland -The Opening-                                                                      | - Phát hành: 30/1/2018 (KOR) - Hãng đĩa: JYP Entertainment, Play Company - Định dạng: DVD, Blu-ray  | —                 | —                 |                |
| Twice TV 5: Twice in Switzerland                                                             | - Phát hành: 31/1/2018 (KOR) - Hãng đĩa: JYP Entertainment - Định dạng: DVD                         | —                 | —                 |                |
| Twiceland - The Opening [Encore]                                                             | - Phát hành: 19/7/2018 (KOR) - Hãng đĩa: JYP Entertainment, Play Company - Định dạng: DVD, Blu-ray  | —                 | —                 |                |
| Twice TV 6: Twice in Singapore                                                               | - Phát hành: 11/9/2018 (KOR) - Hãng đĩa: IMBC - Định dạng: DVD                                      | —                 | —                 |                |
| Twice Fanmeeting Once Begins                                                                 | - Phát hành: 21/12/2018 (KOR) - Hãng đĩa: JYP Entertainment, Play Company - Định dạng: DVD, Blu-ray | —                 | —                 |                |
| Twice TV 2018                                                                                | - Phát hành: 18/3/2019 (KOR) - Hãng đĩa: JYP Entertainment, Play Company - Định dạng: DVD           | —                 | —                 |                |
| Twice 2nd Tour Twiceland Zone 2: Fantasy Park                                                | - Phát hành: 22/8/2019 (KOR) - Hãng đĩa: JYP Entertainment, Play Company - Định dạng: DVD, Blu-ray  | —                 | —                 |                |
| Twice Dome Tour 2019 "#Dreamday" in Tokyo Dome                                               | - Phát hành: 4/3/2020 (JPN) - Hãng đĩa: Warner Music Japan - Định dạng: DVD, Blu-ray                | 1                 | 3                 | - Nhật: 57,795 |
| Twice World Tour 2019 'Twicelights' in Seoul                                                 | - Phát hành: 9/6/2020 (KOR) - Hãng đĩa: JYP Entertainment, Play Company - Định dạng: DVD, Blu-ray   | —                 | —                 |                |
| Twice Japan Debut 5th Anniversary "T・W・I・C・E"                                            | - Phát hành: 25/5/2022 (JPN) - Hãng đĩa: Warner Music Japan - Định dạng: DVD, Blu-ray               | —                 | —                 |                |
| Twice 4th World Tour 'III' in Seoul                                                          | - Phát hành: 24/6/2022 (KOR) - Hãng đĩa: vJYP Entertainment, Play Company - Định dạng: DVD, Blu-ray | —                 | —                 |                |
| "—" biểu thị không đạt được thứ hạng tại bảng xếp hạng hoặc không phát hành tại lãnh thổ đó. | |                   |                   |                |

### Video âm nhạc
| Tên                                             | Năm  | Đạo diễn                                               | Chú thích       | Thị trường phát hành | Thị trường phát hành |
| ----------------------------------------------- | ---- | ------------------------------------------------------ | --------------- | -------------------- | -------------------- |
| "Like Ooh-Ahh" (Ooh-Ahh하게)                    | 2015 | Naive Creative Production                              | [ 154 ]         | Hàn                  | Hàn                  |
| "Cheer Up"                                      | 2016 | Naive Creative Production                              | [ 155 ]         | Hàn                  | Hàn                  |
| "TT"                                            | 2016 | Naive Creative Production                              | [ 156 ]         | Hàn                  | Hàn                  |
| "Knock Knock"                                   | 2017 | Naive Creative Production                              | [ 157 ]         | Hàn                  | Hàn                  |
| "Signal"                                        | 2017 | Naive Creative Production                              | [ 158 ]         | Hàn                  | Hàn                  |
| "Like Ooh-Ahh (phiên bản tiếng nhật)"           | 2017 | Naive Creative Production                              | [ 154 ]         | Nhật                 |                      |
| "Signal (phiên bản tiếng Nhật)"                 | 2017 | Naive Creative Production                              | [ 158 ]         | Nhật                 |                      |
| "TT (phiên bản tiếng Nhật)"                     | 2017 | Jimmy (BS Pictures)                                    | [ 159 ]         | Nhật                 |                      |
| "One More Time"                                 | 2017 | Naive Creative Production                              | [ 160 ]         | Nhật                 |                      |
| "Likey"                                         | 2017 | Naive Creative Production                              | [ 161 ]         | Hàn                  |                      |
| "Heart Shaker"                                  | 2017 | Naive Creative Production                              | [ 162 ]         | Hàn                  |                      |
| "Merry & Happy"                                 |      | Mustache Films                                         | [ 163 ]         | Hàn                  |                      |
| "Candy Pop"                                     | 2018 | Naive Creative Production Takahiko Kyōgoku (animation) | [ 164 ] [ 165 ] | Nhật                 | Nhật                 |
| "Brand New Girl"                                | 2018 | Jimmy (BS Pictures)                                    | [ 166 ]         | Nhật                 | Nhật                 |
| "What Is Love?"                                 | 2018 | Naive Creative Production                              | [ 167 ]         | Hàn                  | Hàn                  |
| "Wake Me Up"                                    | 2018 | Jimmy (BS Pictures)                                    | [ 168 ]         | Nhật                 | Nhật                 |
| "I Want You Back"                               | 2018 | Jimmy (BS Pictures)                                    | [ 169 ]         | Nhật                 | Nhật                 |
| "Dance the Night Away"                          | 2018 | Naive Creative Production                              | [ 170 ]         | Hàn                  | Hàn                  |
| "BDZ"                                           | 2018 | Naive Creative Production                              | [ 171 ]         | Nhật                 | Nhật                 |
| "Yes or Yes"                                    | 2018 | Naive Creative Production                              | [ 172 ]         | Hàn                  | Hàn                  |
| "The Best Thing I Ever Did" (올해 제일 잘한 일) | 2018 | Mustache Films                                         | [ 163 ]         | Hàn                  | Hàn                  |
| "Fancy"                                         | 2019 | Naive Creative Production                              | [ 173 ]         | Hàn                  | Hàn                  |
| "Happy Happy"                                   | 2019 | Naive Creative Production                              | [ 174 ]         | Nhật                 | Nhật                 |
| "Breakthrough"                                  | 2019 | Naive Creative Production                              | [ 175 ]         | Nhật                 | Nhật                 |
| "Feel Special"                                  | 2019 | Naive Creative Production                              | [ 176 ]         | Hàn                  | Hàn                  |
| "Fake & True"                                   | 2019 | Vishop (Vikings League)                                | [ 177 ]         | Nhật                 | Nhật                 |
| "More & More"                                   | 2020 | Naive Creative Production                              | [ 178 ]         | Hàn                  | Hàn                  |
| "Fanfare"                                       | 2020 | Jakyoung Kim (Flexible Pictures)                       | [ 179 ]         | Nhật                 | Nhật                 |
| "Fancy (phiên bản tiếng Nhật)"                  | 2020 | Naive Creative Production                              | [ 180 ]         | Nhật                 | Nhật                 |
| "More & More (phiên bản tiếng Nhật)"            | 2020 | Naive Creative Production                              | [ 178 ]         | Nhật                 | Nhật                 |
| "I Can't Stop Me"                               | 2020 | Lee Gi-baek (Tiger Cave Studio)                        | [ 181 ]         | Hàn                  | Hàn                  |
| "Better"                                        | 2020 | Beomjin (VM Project Architecture)                      | [ 182 ]         | Nhật                 | Nhật                 |
| "Kura Kura"                                     | 2021 | Yoojeong Ko (Edie Ko)                                  | [ 183 ]         | Nhật                 | Nhật                 |
| "Alcohol-Free"                                  | 2021 | Rigend Film                                            | [ 184 ]         | Hàn                  | Hàn                  |
| "Perfect World"                                 | 2021 | Yoojeong Ko (Edie Ko)                                  | [ 185 ]         | Nhật                 | Nhật                 |
| "The Feels"                                     | 2021 | Oui Kim                                                | [ 186 ]         | Hàn                  | Hàn                  |
| "Scientist"                                     | 2021 | Rigend Film                                            | [ 187 ]         | Hàn                  | Hàn                  |
| "Doughnut"                                      | 2021 | Jeong Nuri (COSMO)                                     | [ 188 ]         | Nhật                 | Nhật                 |
| "Scientist (phiên bản tiếng Nhật)"              | 2022 | Rigend Film                                            | [ 187 ]         | Nhật                 | Nhật                 |
| "I Can't Stop Me (phiên bản tiếng Nhật)"        | 2022 | Lee Gi-baek (Tiger Cave Studio)                        | [ 181 ]         | Nhật                 | Nhật                 |
| "Celebrate"                                     | 2022 | Rigend Film                                            | [ 189 ]         | Nhật                 | Nhật                 |
| "Talk That Talk"                                | 2022 | Rigend Film                                            | [ 190 ]         | Hàn                  | Hàn                  |
| "Moonlight Sunrise"                             | 2023 | Kim In-tae (AFF)                                       | [ 191 ]         | Hàn                  | Hàn                  |
| "Set Me Free"                                   | 2023 | Yang Soon-shik (YSS Studio)                            | [ 192 ] [ 193 ] | Hàn                  | Hàn                  |

## Chú giải
1. 1 2  Số liệu bán hàng tại Nhật Bản của Twicetagram và Merry & Happy. Doanh số của hai bản phát hành được cộng gộp vào.[24]
2. ↑  Phiên bản kỹ thuật số và streaming của #Twice được phát hành ở định dạng EP gồm năm ca khúc tiếng Nhật.
3. ↑  Phiên bản kỹ thuật số và streaming của #Twice2 được phát hành ở định dạng EP gồm năm ca khúc tiếng Nhật.
4. ↑  Doanh số của Twicecoaster: Lane 1 và Lane 2 được gộp chung tại Nhật Bản. Cùng với sự phát hành của Twicecoaster: Lane 2, Lane 1 đã quay trở lại bảng xếp hạng Oricon Albums Chart tại vị trí thứ 13.[44]
5. 1 2  Số liệu bán hàng tại Nhật Bản của Twicecoaster: Lane 1 và Twicecoaster: Lane 2. Doanh số của hai bản phát hành được cộng gộp vào.[68]
6. ↑  Doanh số của Twicetagram và Merry & Happy được gộp chung tại Nhật Bản. Cùng với sự phát hành của Twicecoaster: Lane 2, Lane 1 đã quay trở lại bảng xếp hạng Oricon Albums Chart tại vị trí thứ 8.[46]
7. ↑  Doanh số của Yes or Yes và The Year of "Yes" được cộng gộp tại Nhật Bản. Sau khi được tái phát hành, Yes or Yes quay trở lại bảng xếp hạng Oricon Albums Chart ở vị trí số 3.[53]
8. 1 2  Số liệu bán hàng tại Nhật Bản của Yes or Yes và The Year of "Yes". Doanh số của hai bản phát hành được cộng gộp vào.[77]
9. 1 2  "Signal (Japanese ver.)" was released on June 14, 2017, as a digital single from the group's first compilation album, #Twice.[104]
10. 1 2  "Likey (Japanese ver.)" was released on January 11, 2019, as a digital single from the group's second compilation album, #Twice2.[106]
11. 1 2  "What Is Love? (Japanese ver.)" was released on February 8, 2019, as a digital single and the title track from the group's second compilation album, #Twice2.[106]
12. ↑  "Feel Special" did not enter the Billboard Global 200, but peaked at no. 190 on the Billboard Global Excl. U.S. chart.[117]
13. 1 2  "More & More (English version)" was released as a digital single on August 21, 2020.[119]
14. 1 2  "I Can't Stop Me (English version)" was released as a digital single on November 30, 2020.[121]
15. ↑  "Candy Pop" peaked at number 80 on the international Gaon Digital Chart.[124]
16. ↑  "Kura Kura" did not enter the Billboard Global 200, but peaked at no. 163 on the Billboard Global Excl. U.S. chart.[117]
17. ↑  Twice's cover of "I Want You Back" was released as a digital single on June 15, 2018, and was featured as a theme song of the film, Sensei Kunshu (2018).[135]
18. ↑  "Stay by My Side" was released digitally on October 22, 2018, as a single from the repackage of BDZ, and was also featured as a theme song of the television series Shinya no Dame Koi Zukan [ja] (2018).[137]
19. ↑  The English version of "Cry for Me" is only included on the physical edition of Taste of Love.
20. ↑  "Cry for Me" did not enter the Billboard Global 200, but peaked at no. 122 on the Billboard Global Excl. U.S. chart.[117]